# Maria Teresa di Borbone-Due Sicilie (principessa di Hohenzollern)
Principessa Maria Teresa Maddalena di Borbone-Due Sicilie (Zurigo, 15 gennaio 1867 – Cannes, 1º marzo 1909) era l'unica figlia del principe Luigi di Borbone-Due Sicilie, conte di Trani, figlio di Ferdinando II delle Due Sicilie, e di sua moglie la duchessa Matilde Ludovica in Baviera. Sue zie erano l'imperatrice Elisabetta d'Austria e la regina Maria Sofia delle Due Sicilie. Suo zio era Francesco II delle Due Sicilie.

## Biografia

### Infanzia
Quando Maria Teresa nacque i Borbone erano già stati cacciati da circa sei anni dal loro regno e vivevano in esilio. La madre Matilde seguiva la sorella Maria Sofia nei suoi viaggi per l'Europa.
Nell'archivio di Stato degli Hohenzollern a Sigmaringen sono presenti ancora oggi le lettere che la bambina scriveva ai genitori, che conducevano vite separate. Provengono per la maggior parte da Baden-Baden e risultano scritte in francese, in tedesco, in italiano o in inglese. Nella città Maria Teresa visse infatti la sua giovinezza e fu alunna del collegio Vittoria di Schloberg.
Nel 1886 morì il padre a Parigi.

### Matrimonio
Maria Teresa sposò il principe Guglielmo di Hohenzollern, figlio maggiore di Leopoldo, Principe di Hohenzollern e dell'Infanta Antonia di Portogallo, il 27 giugno 1889, a Sigmaringen
La coppia abitò dapprima a Berlino, dove Guglielmo prestava servizio come comandante presso le guardie di fanteria.

### Malattia e morte
Fin da bambina Maria Teresa soffriva periodicamente di una malattia al midollo spinale, che oggi probabilmente sarebbe diagnosticata come sclerosi multipla.
Dal 1905 la malattia sembrò acutizzarsi. A nulla servivano i periodi di cure termali a Tolz, in alta Baviera, d'estate e a Cannes in inverno, durante i quali la famiglia veniva spesso a trovarla.
La paralisi progredì finché dovette essere nutrita artificialmente. La madre Matilde le stette sempre accanto.
In seguito a una grave infiammazione polmonare morì a Cannes il 1º marzo 1909.
Fu sepolta a Sigmaringen.
Guglielmo si risposò con la principessa Adelgonda di Baviera.

## Discendenza
Maria Teresa delle Due Sicilie e il principe Guglielmo di Hohenzollern ebbero tre figli:
- Augusta Vittoria (Potsdam, 19 agosto 1890-1966). Sposò Manuele II del Portogallo e in seconde nozze Robert Douglas;
- Federico Vittorio (Potsdam, 30 agosto 1891-1965). Sposò Margherita Carola di Sassonia, figlia di Federico Augusto III di Sassonia;
- Francesco Giuseppe (Potsdam, 30 agosto 1891-1964). Gemello di Federico Vittorio, sposò Maria Alice di Sassonia, figlia di Federico Augusto III di Sassonia.

## Ascendenza
|                                     |                        |                                      | Genitori                                   |  |  | Nonni |  |  | Bisnonni                      |  |  | Trisnonni                      |  |
|                                     |                        |                                      |                                            |  |  |       |  |  | Francesco I delle Due Sicilie |  |  | Ferdinando I delle Due Sicilie |  |
|                                     |                        |                                      |                                            |  |  |       |  |  | Francesco I delle Due Sicilie |  |  | Ferdinando I delle Due Sicilie |  |
|                                     |                        | Maria Carolina d'Asburgo-Lorena      |                                            |  |  |       |  |  | Francesco I delle Due Sicilie |  |  |                                |  |
| Ferdinando II delle Due Sicilie     |                        |                                      |                                            |  |  |       |  |  | Francesco I delle Due Sicilie |  |  |                                |  |
|                                     |                        | Maria Isabella di Borbone-Spagna     | Carlo IV di Spagna                         |  |  |       |  |  |                               |  |  |                                |  |
|                                     |                        | Maria Isabella di Borbone-Spagna     | Carlo IV di Spagna                         |  |  |       |  |  |                               |  |  |                                |  |
|                                     |                        | Maria Isabella di Borbone-Spagna     | Maria Luisa di Borbone-Parma               |  |  |       |  |  |                               |  |  |                                |  |
| Luigi, Conte di Trani               |                        | Maria Isabella di Borbone-Spagna     |                                            |  |  |       |  |  |                               |  |  |                                |  |
|                                     |                        | Carlo d'Asburgo-Teschen              | Leopoldo II d'Asburgo-Lorena               |  |  |       |  |  |                               |  |  |                                |  |
|                                     |                        | Carlo d'Asburgo-Teschen              | Leopoldo II d'Asburgo-Lorena               |  |  |       |  |  |                               |  |  |                                |  |
|                                     |                        | Carlo d'Asburgo-Teschen              | Maria Luisa di Borbone-Spagna              |  |  |       |  |  |                               |  |  |                                |  |
| Maria Teresa d'Asburgo-Teschen      |                        | Carlo d'Asburgo-Teschen              |                                            |  |  |       |  |  |                               |  |  |                                |  |
|                                     |                        | Enrichetta di Nassau-Weilburg        | Federico Guglielmo di Nassau-Weilburg      |  |  |       |  |  |                               |  |  |                                |  |
|                                     |                        | Enrichetta di Nassau-Weilburg        | Federico Guglielmo di Nassau-Weilburg      |  |  |       |  |  |                               |  |  |                                |  |
|                                     |                        | Enrichetta di Nassau-Weilburg        | Luisa Isabella di Kirchberg                |  |  |       |  |  |                               |  |  |                                |  |
| Maria Teresa di Borbone-Due Sicilie |                        | Enrichetta di Nassau-Weilburg        |                                            |  |  |       |  |  |                               |  |  |                                |  |
|                                     | Pio Augusto in Baviera | Guglielmo in Baviera                 |                                            |  |  |       |  |  |                               |  |  |                                |  |
|                                     | Pio Augusto in Baviera | Guglielmo in Baviera                 |                                            |  |  |       |  |  |                               |  |  |                                |  |
|                                     | Pio Augusto in Baviera | Maria Anna di Zweibrücken-Birkenfeld |                                            |  |  |       |  |  |                               |  |  |                                |  |
| Massimiliano Giuseppe in Baviera    | Pio Augusto in Baviera |                                      |                                            |  |  |       |  |  |                               |  |  |                                |  |
|                                     |                        | Amalia Luisa di Arenberg             | Luigi Maria di Arenberg                    |  |  |       |  |  |                               |  |  |                                |  |
|                                     |                        | Amalia Luisa di Arenberg             | Luigi Maria di Arenberg                    |  |  |       |  |  |                               |  |  |                                |  |
|                                     |                        | Amalia Luisa di Arenberg             | Marie Adélaïde Julie de Mailly             |  |  |       |  |  |                               |  |  |                                |  |
| Matilde di Baviera                  |                        | Amalia Luisa di Arenberg             |                                            |  |  |       |  |  |                               |  |  |                                |  |
|                                     |                        | Massimiliano I di Baviera            | Federico Michele di Zweibrücken-Birkenfeld |  |  |       |  |  |                               |  |  |                                |  |
|                                     |                        | Massimiliano I di Baviera            | Federico Michele di Zweibrücken-Birkenfeld |  |  |       |  |  |                               |  |  |                                |  |
|                                     |                        | Massimiliano I di Baviera            | Maria Francesca del Palatinato-Sulzbach    |  |  |       |  |  |                               |  |  |                                |  |
| Ludovica di Baviera                 |                        | Massimiliano I di Baviera            |                                            |  |  |       |  |  |                               |  |  |                                |  |
|                                     |                        | Carolina di Baden                    | Carlo Luigi di Baden                       |  |  |       |  |  |                               |  |  |                                |  |
|                                     |                        | Carolina di Baden                    | Carlo Luigi di Baden                       |  |  |       |  |  |                               |  |  |                                |  |
|                                     |                        | Carolina di Baden                    | Amalia d'Assia-Darmstadt                   |  |  |       |  |  |                               |  |  |                                |  |
|                                     |                        | Carolina di Baden                    |                                            |  |  |       |  |  |                               |  |  |                                |  |